# Santa Maria al Bagno
Santa Maria al Bagno is een plaats (frazione) in de Italiaanse gemeente Nardò.